# Struška
Struška (nemško Baerentaler Kotschna) je gorsko sleme v osrednjem delu Karavank na avstrijsko-slovenski meji. Najvišji v slemenu je 1944 metrov visoki planotasti Veliki vrh, na katerem stoji zavetišče radioamaterjev. Poleg njega se v masivu gore nahaja več vzpetin: Zijalke (1865 m), Lepi vrh (1765 m) in Korenščica (1764 m). Na vzhodu goro omejuje 1703 m visoko sedlo Medvedjak, nekdanji planinski mejni prehod, ki jo povezuje z masivom Stola. Na zahodu pada proti sedlu Kočni (1438 m) in preko vmesnega Ptičjega vrha (1550) naprej na sedlo Suha (1438 m), prav tako planinski mejni prehod, ki jo povezuje z masivom Golice. Proti severovzhodu strmo pada v koroške Rute, nekoliko blažja so jugozahodna gozdnata pobočja proti Javorniškemu Rovtu in Medjemu dolu. Na zahodnem robu se nahaja Belska planina, preko katere vodi s sedla Kočne najlažji dostop na vrh, ki je dostopen tudi s sedla Medvedjak, koder se nahaja planina Seča. Ob južnem vznožju gore izvira potok Javornik.
- Vrh Struške , v ozadju Belščica z Vajnežem.
- Belska planina, v ozadju masiv Kepe s Hruškim vrhom.